# Думбрава-де-Жос (Мехедінць)
Думбрава-де-Жос (рум. Dumbrava de Jos) — село у повіті Мехедінць в Румунії. Адміністративний центр комуни Думбрава.
Село розташоване на відстані 234 км на захід від Бухареста, 39 км на схід від Дробета-Турну-Северина, 57 км на захід від Крайови.

## Населення
За даними перепису населення 2002 року у селі проживали 194 особи, усі — румуни. Усі жителі села рідною мовою назвали румунську.